# Многоперкови
Многоперковите (Polypteridae) са семейство животни, единственото в разред Многоперкоподобни (Polypteriformes).
Таксонът е описан за пръв път от Шарл Люсиен Бонапарт през 1838 година.

## Родове
- Erpetoichthys
- Polypterus – Многоперки